# (23658) 1997 CC28
(23658) 1997 CC28 est un astéroïde de la ceinture principale d'astéroïdes découvert en 1997.

## Description
(23658) 1997 CC28 a été découvert le 6 février 1997 à la station de Xinglong, dans la province chinoise d'Hebei (Chine), par le Beijing Schmidt CCD Asteroid Program.

### Caractéristiques orbitales
L'orbite de cet astéroïde est caractérisée par un demi-grand axe de 2,44 UA, un périhélie de 2,12 UA, une excentricité de 0,13 et une inclinaison de 2,41° par rapport à l'écliptique. Du fait de ces caractéristiques, à savoir un demi-grand axe compris entre 2 et 3,2 UA et un périhélie supérieur à 1,666 UA, il est classé, selon la JPL Small-Body Database, comme objet de la ceinture principale d'astéroïdes.

### Caractéristiques physiques
(23658) 1997 CC28 a une magnitude absolue (H) de 15,9 et un albédo estimé à 0,184.